# Hợp đồng hôn nhân (phim truyền hình)
Hợp đồng hôn nhân là một bộ phim truyền hình được thực hiện bởi Đài Truyền hình Việt Nam cùng Khải Hưng Film do Nguyễn Khải Hưng làm đạo diễn. Phim phát sóng vào lúc 20h45 thứ 2, 3, 4 hàng tuần bắt đầu từ ngày 20 tháng 9 năm 2016 và kết thúc vào ngày 19 tháng 12 năm 2016 trên kênh VTV1.

## Nội dung
Hợp đồng hôn nhân là câu chuyện về bản hợp đồng "kỳ lạ" giữa Phong (Tô Dũng) và Quỳnh (Bảo Thanh). Qua lời hứa của người anh họ, Phong, một chàng trai quê nghèo với mơ ước làm diễn viên, đã sung sướng khi biết mình sẽ được đi đóng phim. Nhưng đến khi lên thành phố, anh mới biết vai diễn không phải là trên phim mà là trong đời thực, với tư cách là ông chồng hờ trong một “hợp đồng hôn nhân” có thời hạn với Quỳnh – cô gái Hà Thành xinh đẹp, thành đạt – giám đốc công ty truyền thông, để hợp thức hóa đứa con trong bụng cô với người yêu cũ. Cuộc sống vợ chồng giả nhưng phải diễn sao cho thật khiến Phong bị cuốn vào và quay cuồng trong mớ bòng bong của những trách nhiệm ngoài hợp đồng, những sự cố oái oăm do chính anh tạo ra, nhưng hơn cả vẫn là trách nhiệm của tình người...

## Diễn viên
- Bảo Thanh trong vai Quỳnh[5]
- Tô Dũng trong vai Phong[6]
- Lâm Vissay trong vai Dũng[6]
- Kiên Trung trong vai Dương[6]
- Phú Thăng trong vai Bố Quỳnh[6]
- Lý Thanh Kha trong vai Bố Phong[6]
- Thu An trong vai Mẹ Phong[6]
- Phú Đôn trong vai Ông Nghĩa[6]
- Phương Oanh trong vai Hương Thu
- Phương Hạnh trong vai Mẹ Quỳnh
- Nguyễn Oanh trong vai Nụ
- Trịnh Huyền trong vai Bác sỹ Hoa

Cùng một số diễn viên khác....

## Ca khúc trong phim
Bài hát trong phim là ca khúc "Nỗi nhớ mưa" do Phú Quang sáng tác và Minh Thu thể hiện.

## Giải thưởng
| Năm  | Giải thưởng  | Hạng mục              | (Người) đề cử | Kết quả   | Tham khảo |
| ---- | ------------ | --------------------- | ------------- | --------- | --------- |
| 2017 | Ấn tượng VTV | Nữ diễn viên ấn tượng | Bảo Thanh     | Đoạt giải | [ 7 ]     |